# Labarthe-Rivière
Labarthe-Rivière – miejscowość i gmina we Francji, w regionie Oksytania, w departamencie Górna Garonna.
Według danych na rok 1990 gminę zamieszkiwało 1198 osób, a gęstość zaludnienia wynosiła 88 osób/km² (wśród 3020 gmin regionu Midi-Pireneje Labarthe-Rivière plasuje się na 290. miejscu pod względem liczby ludności, natomiast pod względem powierzchni na miejscu 848.).